# Бибік Артур Валентинович
Артур Валентинович Бибік (нар. 27 липня 2001, Чернігів, Україна) — український футболіст, півзахисник «Чернігова».

## Життєпис
Вихованець чернігівської «Юності», у футболці якого з 2012 по 2018 рік виступав у ДЮФЛУ. З 2017 по 2018 рік виступав в оренді за «Колос» (Чернігівський район) в юнацькому чемпіонаті Чернігівської області.
У вересні 2018 року перебрався до «Чернігова». У футболці «городян» дебютував 17 жовтня 2020 року в нічийному (2:2) виїзному поєдинку 1-го туру групи А Другої ліги України проти чернівецької «Буковини». Артур вийшов на поле в стартовому складі, а на 65-й хвилині його замінив Анатолія Кохановського.